# Etienne-Jean Georget
Étienne-Jean Georget (Vernou-sur-Brenne, 2 aprile 1795 – Parigi, 14 maggio 1828) è stato uno psichiatra francese, pioniere della psichiatria forense.

## Biografia
Etienne-Jean Georget nacque il 2 aprile 1795 a Vernou-sur-Brenne, un piccolo comune del dipartimento di Indre e Loira, in una povera famiglia di contadini. Durante la sua infanzia, ottenne un'educazione di base molto scarsa, tuttavia decise comunque di andare a studiare medicina a Tours e successivamente a Parigi, ove fu allievo di Philippe Pinel e Jean-Étienne Dominique Esquirol. Dopo essersi laureato, fu assunto, nel 1815, presso l'ospedale Salpêtrière; mentre cinque anni, nel 1820, divenne famoso all'interno della comunità scientifica per il saggio di psichiatria De la folie ("Sulla follia").
Georget si specializzò infatti in psicopatologia, occupandosi principalmente della nosologia dei disturbi mentali con il professore e rinomato psichiatra Pinel. In questo periodo, Georget si occupò di classificare diversi tipi di "monomanie" (termine usato durante il XIX secolo per indicare i disturbi mentali), approfondendo lo studio di malattie come la teomania (il fanatismo religioso), l'erotomania (che sarà poi conosciuta anche come sindrome di de Clerambault), la demonomania e la monomania omicida (l'uccisione seriale). Fu proprio conducendo tali studi che Georget divenne uno dei primi psichiatri ad affrontare il tema delle malattie mentali in un contesto processuale, rendendosi di fatto uno dei pionieri della psichiatria forense. Etienne-Jean Georget sostenne infatti che un soggetto, nonostante possa essere affetto da una malattia mentale, è comunque perseguibile legalmente per i suoi crimini.
Inoltre, tra gli altri studi che Georget condusse, fu bene accolta dalla comunità scientifica la sua critica alla teoria secondo la quale l'isteria affliggeva soltanto le donne, in quanto si affermava fosse causata da una malattia specifica dell'utero. Tali ricerche, valsero a Georget un posto come membro presso l'Académie Nationale de Médecine e la Medical Society of London. Etienne-Jean Georget scomparve prematuramente il 14 maggio 1828 all'età di 33 anni a causa di una tubercolosi.

### I ritratti di Géricault
Nei primi anni del 1820, Georget commissionò al famoso pittore Théodore Géricault, suo ex paziente che curò dalla depressione, una serie di dipinti che ritraessero i volti e gli sguardi di alcuni suoi pazienti, in modo tale che gli studenti a cui insegnava potessero vedere le differenze tra i diversi tratti delle "monomanie". Tra il 1821 e il 1824, infatti, Géricault realizzò ben dieci dipinti, di cui soltanto cinque tuttavia si sono conservati.

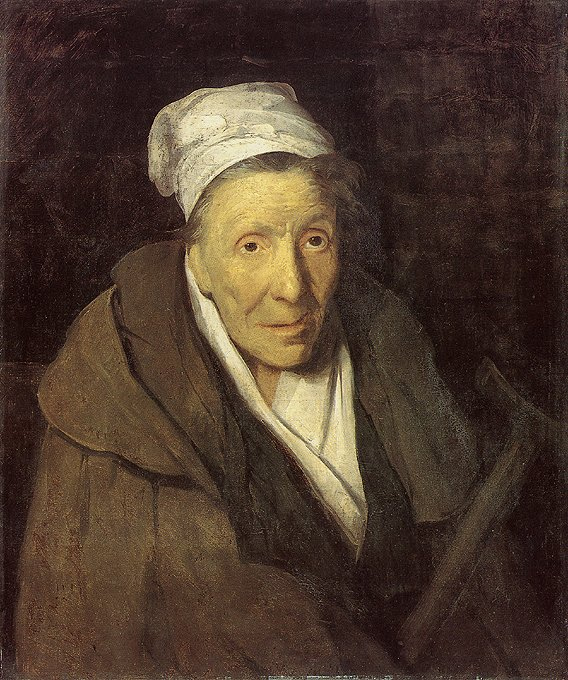
Alienata con monomania del gioco, 1822
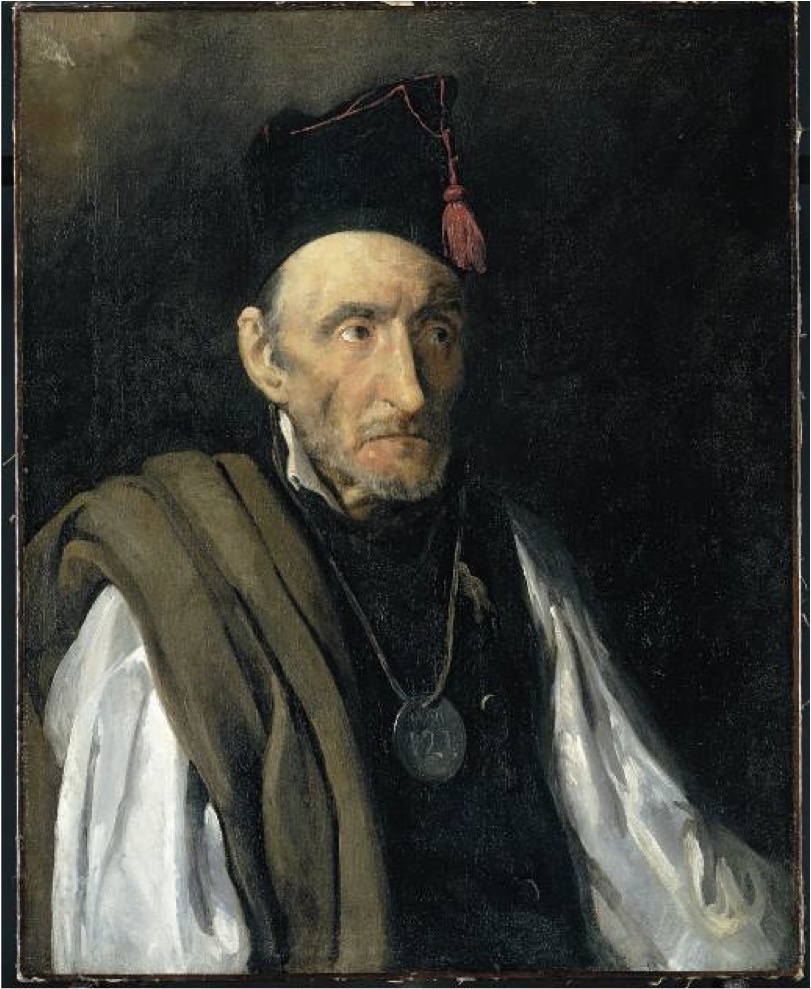
Alienato con monomania del comandante militare, 1822
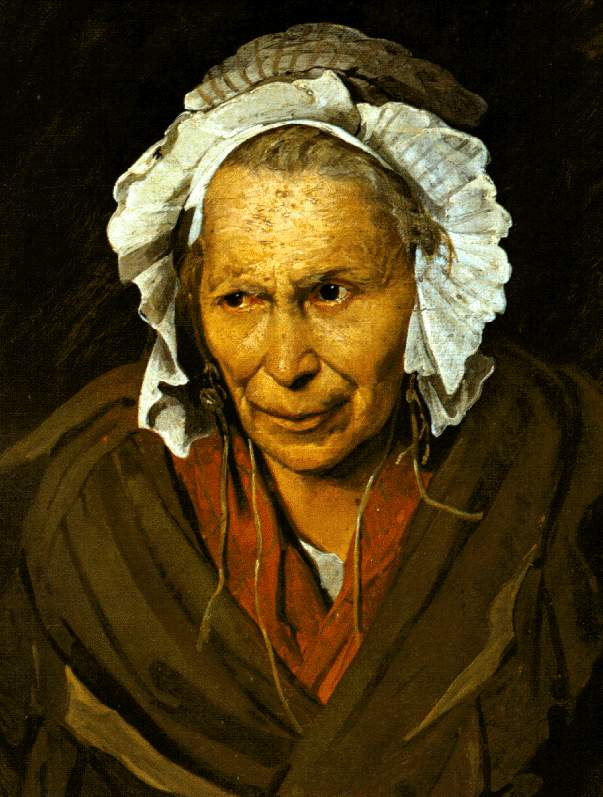
Alienata con monomania dell'invidia, 1822
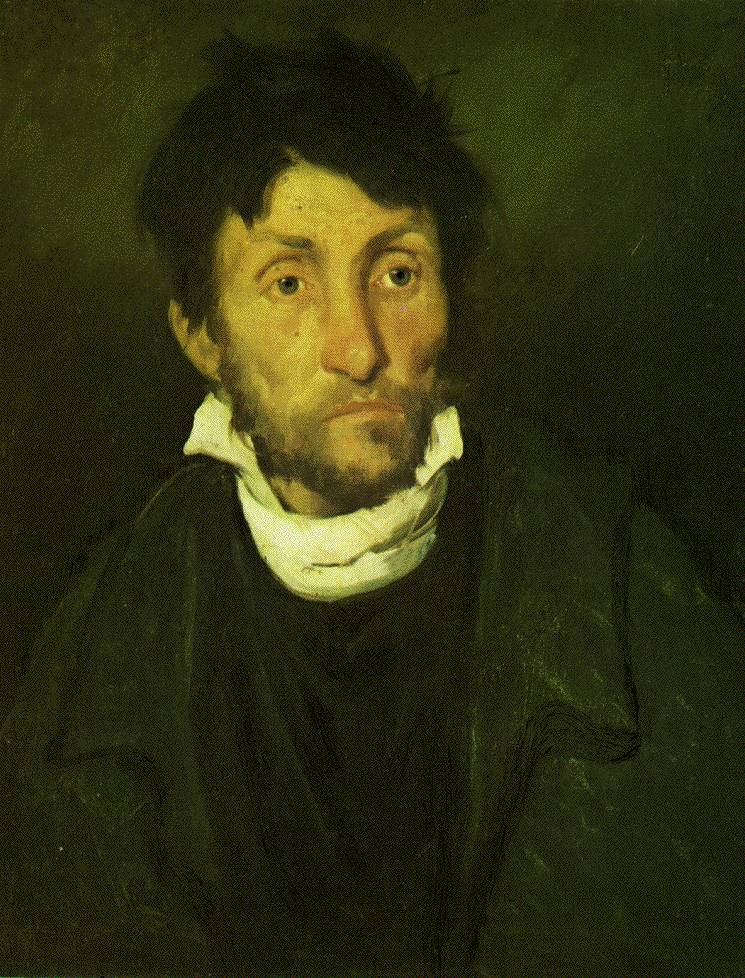
Alienato con monomania del ladro, 1822
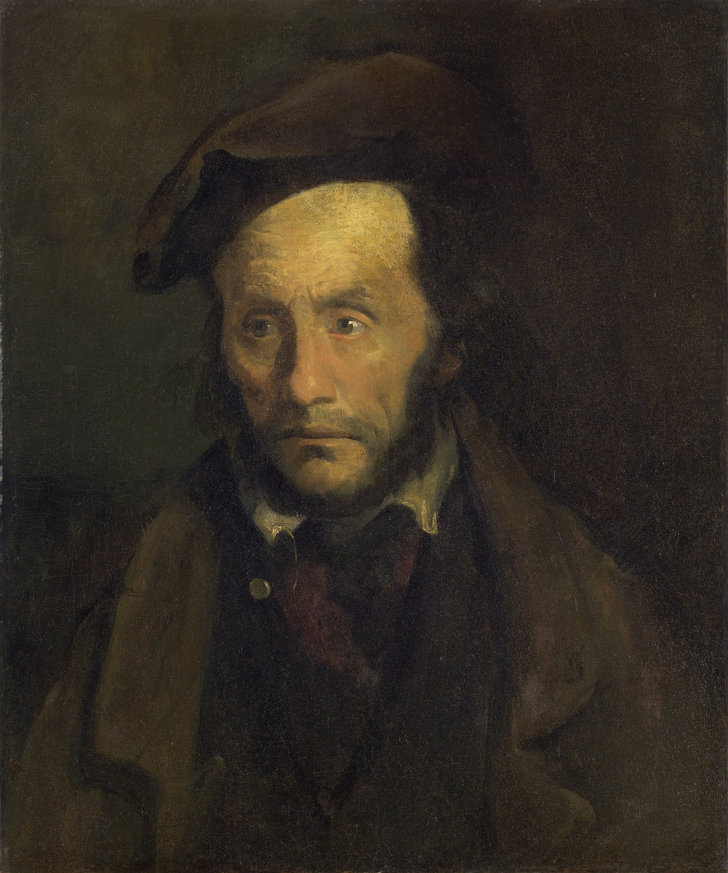
Alienato con monomania del desiderare gli infanti, 1823
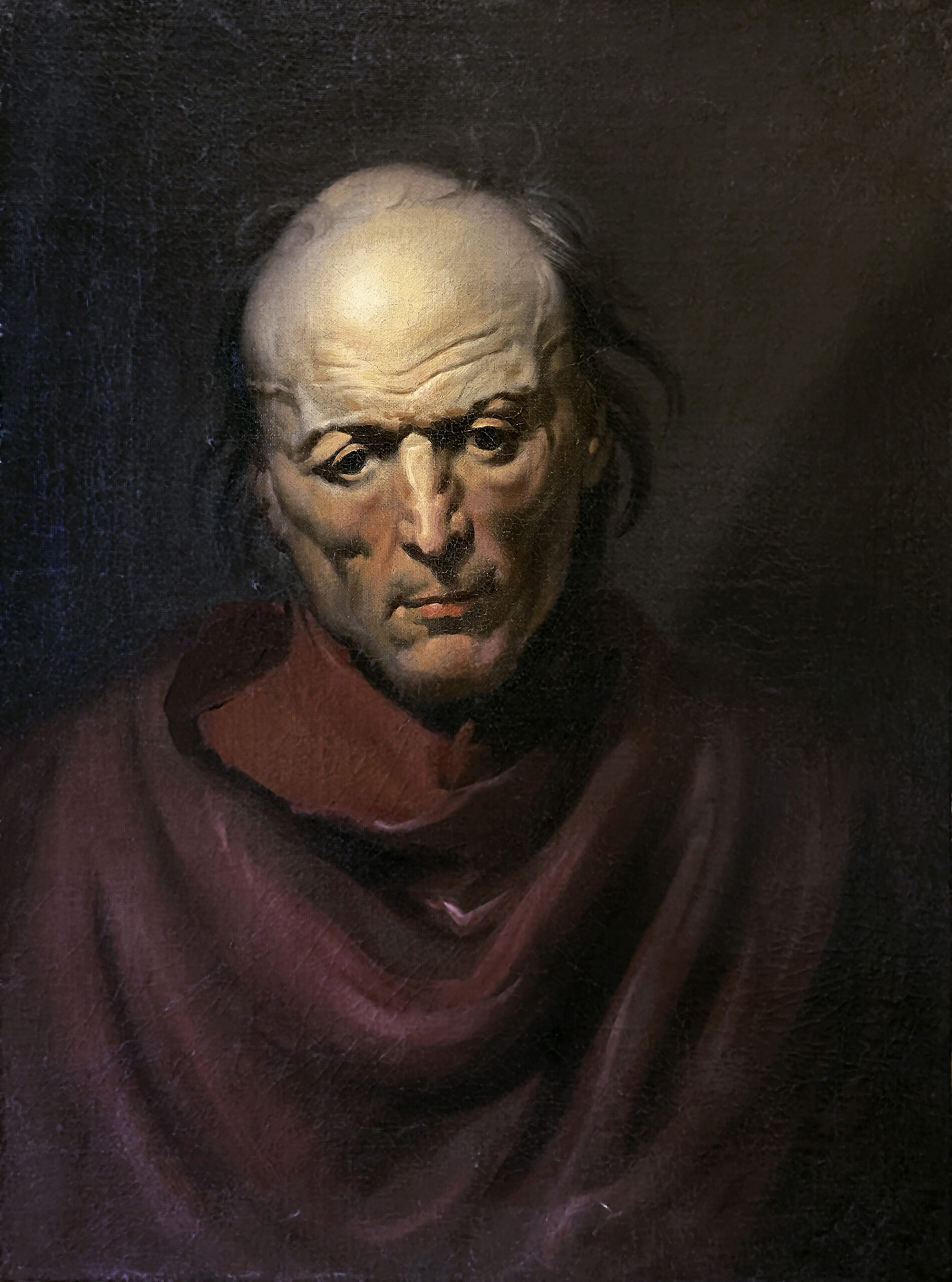
L'uomo melanconico